# Corisco de Escépsis
Corisco de Escépsis (em grego:  Κορίσκος Σκήψιος) e seu irmão Erasto eram alunos de Platão. Ele também era amigo de Aristóteles. O filho de Corisco, Neleu, é mencionado como herdeiro da biblioteca de Aristóteles. Escépsis está localizada a cerca de cinquenta quilômetros de Assos, na Ásia Menor, para onde Aristóteles e Xenócrates viajaram após a morte de Platão.

## Relatos
Corisco e Erasto, que viveram no mesmo período e nativos da mesma cidade, são frequentemente mencionados em conjunto por Diógenes Laércio, que os lista entre os discípulos de Platão, e também relatados por Estrabão, que os considera seguidores de Sócrates.
A sexta carta de Platão é dirigida a Corisco e aos seus dois compatriotas: o filósofo Erasto e o tirano de Escépsis, Hérmias de Atarneu. Platão especifica que Corisco e Erasto dominam perfeitamente a “ciência das formas”, mas permanecem novatos em matéria política. Ambos são apresentados como conselheiros nomeados de Hérmias em outras fontes antigas (notavelmente em uma passagem reconstruída das Filípicas de Demóstenes).
Corisco é regularmente citado na obra de Aristóteles como um tipo individual. Segundo Estrabão, seu filho, Neleu de Scepsis, "era também o ouvinte de Aristóteles e Teofrasto". Teofrasto legou-lhe sua biblioteca, que também incluía a de Aristóteles.